# Scambus crassicauda
Scambus crassicauda är en stekelart som först beskrevs av Cresson 1874.  Scambus crassicauda ingår i släktet Scambus och familjen brokparasitsteklar. Inga underarter finns listade i Catalogue of Life.